# コンラート1世 (シュヴァーベン大公)
コンラート1世（Konrad I.、915/20年 - 997年8月20日）は、シュヴァーベン大公（在位：983年 - 997年）。949年のヘルマン1世の死以降初めて、再びコンラディン家でシュヴァーベン大公位に就いた人物である。

## 生涯
コンラートとその家族に関しては不明な点が多いが、クノ・フォン・エーニンゲンと同一人物とみられている。両親については不明であるが、父親をヴェッテラウ伯ウード1世、母親をヴェルマンドワ伯エルベール1世の娘キュネゴンドとする説がある。妻についても不明であるが、神聖ローマ皇帝オットー1世の子リウドルフの娘レグリント（またはリヒリント）、またはマルヒタール伯アダルベルトの娘ユーディトと考えられている。
981年から982年にかけてのイタリア遠征の間に、シュヴァーベン大公オットー1世が嗣子なく急死したため、皇帝オットー2世はコンラートをシュヴァーベン大公に任じた。コンラート以降、シュヴァーベン大公位はコンラディン家が継承し、997年にコンラートが死去した後は、息子ヘルマン2世がシュヴァーベン大公位を継いだ。

## 子女
コンラートは妻との間に以下の子女をもうけた。
- リウトルト
- コンラート
- ヘルマン2世（? - 1003年） - シュヴァーベン大公
- イタ - アルトドルフ伯ルドルフ2世（ヴェルフ家）と結婚
- 娘 - キエフ大公ウラジーミル1世と結婚
- ユーディト - 最初にラインフェルデンの某と結婚、二度目にメッツ伯アダルベール2世（1033年没）と結婚
- クニッツァ（エンマ）（? - 1020年） - 恐らくディーセン伯のフリードリヒ1世と結婚